# Eyvind Olrik
Eyvind Gunnar Olrik (født 2. oktober 1866 på Frederiksberg, død 21. december 1934 sammesteds) var en dansk jurist, søn af Henrik Olrik, broder til Benedicte Olrik, Dagmar, Hans, Axel og Jørgen Olrik.

## Karriere
Han var søn af maleren Henrik Olrik og Hermina Valentiner. Olrik blev student fra Metropolitanskolen 1883 og juridisk kandidat 1888 fra Københavns Universitet. Samme år blev han protokolfører i Københavns Kriminal- og Politiret, var 1889-95 sagførerfuldmægtig i København, 1891-92 assessor i Udskrivningsvæsenets Revisionskontor, 1893 i Justitsministeriet, blev 1905 fuldmægtig og senere samme år assessor i Københavns Kriminal- og Politiret, blev samme år assessor i Landsover- samt Hof- og Stadsretten, 1917 i Højesteret og fik efter Retsplejelovens indførelse 1919 titel af dommer ved samme ret. I 1931 fik Olrik sin afsked fra statstjenesten.
Olrik udviklede omfattende og værdifuld aktivitet på strafferettens område og drøftede blandt andet spørgsmålet om ansvarlighed (1897), vaneforbrydere (1893) og lægers tavshedspligt (1905) samt udgav kommenterede udgaver af Straffeloven (1902 og 1912). Han var fra stiftelsen 1913 medredaktør af Nordisk Tidsskrift for Strafferet, og han udgav sammen med C.D. Rump Systematisk Oversigt over Domme i kriminelle Sager 1895-1914 (1916) og for 1915-24 (1925). Desuden var han medlem af Straffelovskommissionen af 1917 og af Den militære Straffelovskommission af 1918.

## Andre tillidshverv
Fra 1908 til 1932 var Olrik medlem af Overværgerådet, 1908-16 formand for sammes afdeling for jyske sager; blev 1915 censorsuppleant ved Københavns Universitets juridiske eksaminer og samme år fast censor, 1923 formand for censorerne, men blev i 1930 fritaget for hvervet. Fra 1923 til 1928 var han medlem af Overfredningsnævnet.

## Udmærkelser
Olrik blev 13. februar 1913 Ridder af Dannebrogordenen, 28. juni 1920 Dannebrogsmand, 17. marts 1923 Kommandør af 2. grad og 26. september 1929 Kommandør af 1. grad af Dannebrog.

## Ægteskaber
1. 16. december 1891 i Vor Frue Kirke med Margrethe Christiane Sophie Laura Olsen (født 17. april 1862 i Holstebro, død 1. februar 1949 i København), datter af jurist Alfred Peter Olsen. Ægteskabet blev opløst 1923.
2. 30. juni 1923 i Nødebo Kirke med kontorchef i Samfundet og Hjemmet for Vanføre Ida Kali (født 3. september 1884 i Frederikshavn), datter af købmand, konsul Peter Julius Frederik Kali og Amalia Frederikke Winding.

Sammen med sin anden hustru stiftede han Højesteretsdommer Eyvind Olrik og hustru Ida Olriks Legat, som støtter dygtige og trængende kandidatstuderende på jura på Københavns Universitet. Legatet er nu en del af Københavns Universitets Fælleslegater.
Olrik er begravet på Frederiksberg.

## Gengivelser
- Tegninger af Henrik Olrik 1874, 1876 og 1877, pastel af samme bl.a. 1888 og 1889
- Tegning af Hans Bendix
- Fotografier af bl.a. Valdemar Poulsen og gruppefotografi af Axel, Eyvind og Hans Olrik af Ludvig Grundtvig (Det Kongelige Bibliotek)